# ديسانكا مكسيموفيتش
ديسانكا مكسيموفيتش (بالصربية: Десанка Максимовић) كانت شاعرة صربية، عضو في الأكاديمية الصربية للعلوم والفنون منذ سنة 1959.

## سيرتها
ولدت في أسرة معلم مدرسة ريفية وكانت أكبر بناته. بعد ولادتها تم نقل والدها إلى قرية برانكوفينا قرب فاليفو، ومرت أيام طفولتها فيها. أتمت الدراسة الثانوية في فاليفو ثم تخرجت من كلية الفلسفة في جامعة بلغراد في سنة 1924.
انتقلت إلى بلغراد في سنة 1919 وتخرجت من كلية الفلسفة بجامعة بلغراد في سنة 1924 وعملت معلمة اللغة والأدب الصربي في مدارس البنات من 1923 حتى 1953. بدأت بنشر الشعر من سنة 1920، وصدرت أول مجموعة شعرية لها في 1924 تبعها أكثر من عشرين مجموعة شعرية، وبعض الروايات.
كانت تجيد اللغات البولندية والروسية والفرنسية، وقد ترجمت الشعر من البولندية والروسية.

## روابط خارجية
- ديسانكا مكسيموفيتش على موقع IMDb (الإنجليزية)
- ديسانكا مكسيموفيتش على موقع ميوزك برينز (الإنجليزية)
- ديسانكا مكسيموفيتش على موقع ديسكوغز (الإنجليزية)